# Copa Panamericana de Voleibol Masculino Sub-19 de 2011
La I Copa Panamericana de Voleibol Masculino Sub-19 se celebró del 9 al 17 de julio de 2017 en Mexicali, México. El torneo cuenta con la participación de 5 selecciones nacionales de la NORCECA y 1 de la Confederación Sudamericana de Voleibol

## Equipos participantes
- Brasil
- Costa Rica
- Estados Unidos
- Puerto Rico
- México
- Trinidad y Tobago

## Primera Fase

### Grupo A
– Clasificados a semifinales.
     – Clasificados a cuartos de final.
     – Juegan el partido por el quinto puesto.

### Grupo B
– Clasificados a semifinales.
     – Clasificados a cuartos de final.
     – Juegan el partido por el quinto puesto.

### 5° Puesto
| Fase     | Fecha    | Encuentro                      | Resultado | Set   | Set   | Set   | Set   | Set   | Puntuación total |
| Fase     | Fecha    | Encuentro                      | Resultado | 1     | 2     | 3     | 4     | 5     | Puntuación total |
| -------- | -------- | ------------------------------ | --------- | ----- | ----- | ----- | ----- | ----- | ---------------- |
| 5° lugar | 15-07-11 | Trinidad y Tobago - Costa Rica | 2 - 3     | 25:13 | 20:25 | 25:13 | 21:25 | 12:15 | 103 - 91         |

## Fase Final

### Final 1º al 4° puesto
|  | Cuartos de final      | Cuartos de final |                        |                        | Semifinales    | Semifinales |  |  | Final       | Final |
|  |                       |                  |                        |                        |                |             |  |  |             |       |
|  |                       |                  |                        |                        |                |             |  |  |             |       |
|  |                       |                  |                        |                        |                |             |  |  |             |       |
|  | Brasil                |                  |                        |                        |                |             |  |  |             |       |
|  | 15 de julio           |                  |                        |                        |                |             |  |  |             |       |
|  | Clasifica 1ro en el A |                  |                        |                        |                |             |  |  |             |       |
|  | Brasil                | 3                |                        |                        |                |             |  |  |             |       |
|  | Brasil                | 3                | 14 de julio            |                        |                |             |  |  |             |       |
|  |                       | Estados Unidos   | 0                      |                        |                |             |  |  |             |       |
|  | Puerto Rico           | Estados Unidos   | 0                      | 3                      |                |             |  |  |             |       |
|  | Puerto Rico           |                  | 16 de julio            | 3                      |                |             |  |  |             |       |
|  | Trinidad y Tobago     | 0                |                        |                        |                |             |  |  |             |       |
|  | Trinidad y Tobago     | 0                | Brasil                 | 3                      |                |             |  |  |             |       |
|  |                       |                  | Brasil                 | 3                      |                |             |  |  |             |       |
|  |                       | Puerto Rico      | 0                      |                        |                |             |  |  |             |       |
|  | México                | Puerto Rico      | 0                      |                        |                |             |  |  |             |       |
|  | 15 de julio           |                  |                        |                        |                |             |  |  |             |       |
|  | Clasifica 1ro en el B |                  |                        |                        |                |             |  |  |             |       |
|  | México                | 2                | Tercer y cuarto puesto | Tercer y cuarto puesto |                |             |  |  |             |       |
|  | México                | 2                | Tercer y cuarto puesto | Tercer y cuarto puesto | 14 de julio    |             |  |  |             |       |
|  |                       | Puerto Rico      | 3                      |                        |                |             |  |  |             |       |
|  | Estados Unidos        | Puerto Rico      | 3                      | 3                      | Estados Unidos | 3           |  |  |             |       |
|  | Estados Unidos        |                  |                        | 3                      | Estados Unidos | 3           |  |  |             |       |
|  | Costa Rica            | 0                |                        | México                 | 0              |             |  |  |             |       |
|  | Costa Rica            | 0                |                        |                        | 0              |             |  |  |             |       |
|  |                       |                  |                        |                        |                |             |  |  | 16 de julio |       |
|  |                       |                  |                        |                        |                |             |  |  |             |       |

### Resultados
| Fase             | Fecha    | Encuentro                       | Resultado | Set   | Set   | Set   | Set   | Set   | Puntuación total |
| Fase             | Fecha    | Encuentro                       | Resultado | 1     | 2     | 3     | 4     | 5     | Puntuación total |
| ---------------- | -------- | ------------------------------- | --------- | ----- | ----- | ----- | ----- | ----- | ---------------- |
| Cuartos de Final | 14-07-11 | Puerto Rico - Trinidad y Tobago | 3 - 0     | 25:17 | 25:14 | 25:18 |       |       | 75 - 49          |
| Cuartos de Final | 14-07-11 | Estados Unidos - Costa Rica     | 3 - 0     | 25:19 | 25:04 | 25:12 |       |       | 75 - 35          |
| Semifinal        | 15-07-11 | Brasil - Estados Unidos         | 3 - 0     | 25:19 | 25:23 | 25:21 |       |       | 75 - 63          |
| Semifinal        | 15-07-11 | México - Puerto Rico            | 2 - 3     | 25:17 | 23:25 | 21:25 | 25:20 | 13:15 | 107 - 102        |
| 3° Puesto        | 16-07-11 | Estados Unidos - México         | 3 - 0     | 25:23 | 25:19 | 25:21 |       |       | 75 - 63          |
| final            | 16-07-11 | Brasil - Puerto Rico            | 3 - 0     | 25:15 | 25:11 | 25:16 |       |       | 75 - 42          |

## Campeón
| Brasil           |
| Campeón          |
| Brasil 1° título |

## Clasificación general
| Pos | Equipo            |
| --- | ----------------- |
| 1   | Brasil            |
| 2   | Puerto Rico       |
| 3   | Estados Unidos    |
| 4   | México            |
| 5   | Costa Rica        |
| 6   | Trinidad y Tobago |